# Doris Kenyon
Doris Kenyon (5 september 1897 - 1 september 1979) was een Amerikaanse actrice die al carrière maakte ten tijde van de stomme film.

## Levensloop en carrière
Kenyon begon haar filmcarrière in 1915, in The Rack. In 1924 speelde ze een van haar grootste rollen in Monsieur Beaucaire tegenover Rudolph Valentino. In de jaren nadien speelde ze in verschillende films tegenover George Arliss. In 1933 acteerde ze naast John Barrymore in Counsellor at Law.
Kenyon was viermaal gehuwd, onder meer met acteur Milton Sills van 1926 tot zijn dood in 1930. Kenyon overleed in 1979, vier dagen voor haar 82ste verjaardag.

## Trivia
- Zangeres Doris Day zou genoemd zijn naar Doris Kenyon.

- Bibliothèque nationale de France: cb14685611x (data)
- Gemeinsame Normdatei: 1284506193
- International Standard Name Identifier: 0000 0000 2686 1571
- Library of Congress Control Number: n88034586
- Nationale Bibliotheek van Israël: 987012384875305171
- SNAC: w6zs5fms
- Virtual International Authority File: 42103484
- WorldCat: E39PBJgXcGQxmfFRxWPWVgyDbd